# Carrie Chapman Catt
Carrie Chapman Catt, nata Carrie Clinton Lane (Ripon, 9 gennaio 1859 – New Rochelle, 9 marzo 1947) è stata un'attivista statunitense.

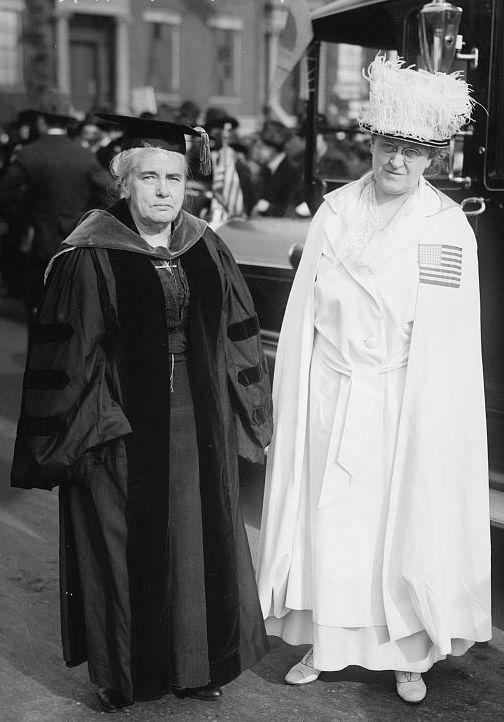
Anna Howard Shaw e Carrie Chapman Catt nel 1917

Leader americana del suffragio femminile, si batté per il XIX emendamento della Costituzione degli Stati Uniti, che conferì alle donne statunitensi il diritto di voto nel 1920. Fu presidente della National American Woman Suffrage Association ed fondò la League of Women Voters e l'International Alliance of Women.

## Primi anni
Catt nacue a Ripon, in Wisconsin, e crebbe a Charles City, in Iowa. Dopo essersi diplomata al liceo, si iscrisse all'Iowa State Agricultural College (ora Iowa State University) ad Ames.
Suo padre era inizialmente riluttante a consentirle di frequentare il college, ma alla fine cedette contribuendo solo in parte ai costi. Per pagare le sue spese Catt svolse i lavori più disparati.  Entrò a far parte della Crescent Literary Society, un'organizzazione studentesca volta a migliorare le capacità di apprendimento e la fiducia in se stessi degli studenti. Sebbene solo agli uomini fosse permesso di parlare durante le riunioni, Catt sfidò le regole e parlò durante un dibattito maschile. Ciò avviò una discussione sulla partecipazione delle donne al gruppo e alla fine le donne ottennero il diritto di parlare durante le riunioni. Catt fu anche membro del Pi Beta Phi, un club di dibattito per tutte le ragazze e sostenne la partecipazione delle donne alla leva militare.
Si laureò nel 1880 in scienze, in seguito lavorò come impiegata e infine divenne insegnante e poi sovrintendente di una scuola a Mason City nel 1885. Fu la prima sovrintendente femminile del distretto.
Nel febbraio del 1885 Catt sposò l'editore Leo Chapman e vissero in California fino all'improvvisa morte di suo marito nel 1886 per febbre tifoide. Nel 1890 sposò George Catt, un ricco ingegnere e alunno della Iowa State University.

## Ruolo nel suffragio femminile

### Associazione nazionale americana per il suffragio femminile
Nel 1887 Catt tornò a Charles City e fu coinvolta nell'Iowa Woman Suffrage Association, di cui dal 1890 al 1892 fu organizzatrice statale. Durante la sua permanenza in carica, iniziò a lavorare a livello nazionale per la National American Woman Suffrage Association (NAWSA) e fu relatrice al suo convegno del 1890 a Washington. Nel 1892 Susan B. Anthony chiese a Catt di rivolgersi al Congresso riguardo alla proposta di un emendamento per il suffragio femminile.
Durante i suoi primi anni alla NAWSA, Catt espresse il suo disagio con l'opinione di Elizabeth Cady Stanton, una fondatrice del movimento del suffragio femminile che tendeva a essere piuttosto radicale. Nel 1895 Stanton creò scalpore scrivendo La Bibbia della donna, un esame critico della Bibbia che sfidava le credenze religiose tradizionali secondo cui le donne dovevano essere passive e inferiori agli uomini. Molti membri della NAWSA temevano che il libro danneggiasse il movimento. Catt e Susan B. Anthony, allora presidente della NAWSA, incontrarono Stanton prima della sua pubblicazione per esprimere le loro preoccupazioni, ma quest'ultima fu impassibile.
Vi fu un intenso dibattito sul libro di Stanton al convegno del NAWSA del 1896. Catt sostenne di non avere alcun legame con l'opera, insieme ad Anna Howard Shaw  e altre figure di spicco. Nonostante la forte opposizione di Anthony, che sosteneva che non fosse necessaria una simile risoluzione, la coalizione di Catt ebbe la meglio.
Catt succedette ad Anthony come presidente della NAWSA, ampliando le dimensioni e l'influenza dell'organizzazione. Nel 1916, durante una convention della NAWSA ad Atlantic City, nel New Jersey, Catt svelò il suo "piano vincente" per far sì che senatori e rappresentanti di diversi stati appoggiassero l'emendamento del suffragio. Gli obiettivi della sua campagna consistevano nell'ottenere il suffragio sia a livello statale che federale e nello scendere a compromessi per un suffragio parziale negli Stati che resistevano al cambiamento. Sotto la guida di Catt, la NAWSA ottenne il sostegno della Camera e del Senato degli Stati Uniti, nonché il sostegno statale alla ratifica dell'emendamento e condusse quindi una campagna di successo nello stato di New York, che finalmente approvò il suffragio nel 1917. Nello stesso anno il presidente Wilson ufficializzò l'entrata in guerra degli Stati Uniti. Catt prese la controversa decisione di sostenere lo sforzo bellico, che spostò la percezione del pubblico a favore dei suffragisti, ora percepiti come patriottici. Il movimento a suffragio ricevette il sostegno del presidente Woodrow Wilson nel 1918. Dopo infinite pressioni da parte di Catt, il XIX Emendamento della Costituzione degli Stati Uniti fu ratificato il 26 agosto 1920.
Nei suoi sforzi per ottenere il suffragio femminile stato per stato, Catt a volte faceva appello ai pregiudizi del tempo. In un discorso forse tenuto al Convegno dello Stato di New York del 16 novembre 1892, Catt lamentò che mentre alle donne mancava il suffragio, al sioux omicida viene dato il diritto al franchising che è pronto e ansioso di vendere al miglior offerente. Nel 1894 esortò a privare gli immigrati non istruiti del loro diritto di voto dichiarando: gli Stati Uniti dovrebbero tagliare il voto dei bassifondi e darlo alle donne. La supremazia bianca sarà rafforzata, non indebolita, dal suffragio femminile fu la sua argomentazione quando cercò di conquistare il Mississippi e la Carolina del Sud nel 1919.
Catt continuò a battersi per il suffragio femminile anche dopo essersi ritirata dal suo incarico di presidenza alla NAWSA a causa dei problemi di salute del suo secondo marito. Inoltre fondò la League of Women Voters nel 1920 per incoraggiare le donne a servirsi del diritto di voto prima che l'emendamento fosse approvato, servendo come presidente onorario per il resto della sua vita. Nel 1923, insieme a Nettie Rogers Shuler, pubblicò Woman Suffrage and Politics: The Inner Story of the Suffrage Movement.

## Morte ed eredità
Catt morì di infarto nella sua casa di New Rochelle nel 1947   e fu sepolta nel cimitero di Woodlawn nel Bronx.
Nel 1941 Catt ricevette il premio Chi Omega alla Casa Bianca dalla sua amica di lunga data Eleanor Roosevelt. Nel 1975 fu inserita nella Iowa Women's Hall of Fame. Nel 1948 le fu dedicato un francobollo insieme a Elizabeth Cady Stanton e Lucretia Mott. Nel 1982 fu inserita nella National Women's Hall of Fame. Inoltre è stata interpretata da Anjelica Huston nel film Angeli d'acciaio del 2004.